# Atomic Bomberman
Atomic Bomberman est un jeu vidéo d'action et de labyrinthe développé et édité par Interplay Entertainment, sorti en 1997 sur Windows.

## Accueil
- GameSpot : 5,7/10[1]
- PC Jeux : 89 %[2]